# Сосна в Ялтинському заповіднику
Сосна́ в Я́лтинському запові́днику. Обхват 6,03 м. Висота 30 м. Вік не уточнений. Але можливо понад 300—600 років. На нинішній день, мабуть, найстаріша і найтовща сосна в  Україні. Зростає неподалік від водоспаду Учан-Су в Ялтинському гірсько-лісовому заповіднику, на скелі.

## Ресурси Інтернету
- Фотогалерея самых старых и выдающихся деревьев Украины

## Виноски
1. 1 2   Шнайдер С. Л., Борейко В. Е., Стеценко Н. Ф. 500 выдающихся деревьев Украины. — К.: КЭКЦ, 2011. — 203 с.